# White Soxx
White Soxx was een eenmalig samenwerkingsproject van de Franse musici Fabrice Cuitad en Frédéric Mercier.
Hun enige uitgave is het nummer Versailles uit 1980. Het bereikte in augustus 1981 de 28e plaats in de Nederlandse Single Top 100. Sinds de tweede uitgave van de top 2000 stond Versailles vijftien maal achtereen in deze lijst.

## NPO Radio 2 Top 2000
| Nummer met noteringen in de NPO Radio 2 Top 2000 | '00  | '01 | '02 | '03 | '04 | '05 | '06  | '07  | '08 | '09  | '10  | '11  | '12  | '13  | '14  |
| ------------------------------------------------ | ---- | --- | --- | --- | --- | --- | ---- | ---- | --- | ---- | ---- | ---- | ---- | ---- | ---- |
| Versailles                                       | 1196 | 766 | 736 | 713 | 858 | 873 | 1187 | 1005 | 932 | 1337 | 1311 | 1536 | 1314 | 1439 | 1558 |

1. ↑  Een vetgedrukt getal geeft de hoogste notering aan.
2. ↑  2000 was het eerste jaar met een notering voor dit nummer.
3. ↑  Deze tabel is bijgewerkt tot en met de laatste editie (2024).